# Sövde socken
Sövde socken i Skåne ingick i Färs härad, ingår sedan 1974 i Sjöbo kommun och motsvarar från 2016 Sövde distrikt.
Socknens areal är 76,17 kvadratkilometer varav 69,03 land. År 2000 fanns här 652 invånare. Sövdeborgs slott, Snogeholms slott samt tätorten Sövde med sockenkyrkan Sövde kyrka ligger i socknen. 

## Administrativ historik
Socknen har medeltida ursprung. 
Vid kommunreformen 1862 övergick socknens ansvar för de kyrkliga frågorna till Sövde församling och för de borgerliga frågorna bildades Sövde landskommun. Landskommunen uppgick 1952 i Blentarps landskommun som 1974 uppgick i Sjöbo kommun. Församlingen uppgick 2006 i Blentarps församling.
1 januari 2016 inrättades distriktet Sövde, med samma omfattning som församlingen hade 1999/2000.  
Socknen har tillhört län, fögderier, tingslag och domsagor enligt vad som beskrivs i artikeln Färs härad. De indelta soldaterna tillhörde Södra skånska infanteriregementet, Herresta kompani.

## Geografi
Sövde socken ligger norr om Ystad kring Snogeholmssjön och Klingvallsån med Sövdesjön i väster och Ellestadssjön i sydost. Socknen är i norr en småkuperad odlingsbygd och i söder en mer kuperad bygd med större inslag av skog.

## Fornlämningar
Från stenåldern finns cirka 20 boplatser. Järnåldersfynd är funna på en holme. Dessutom två medeltida borglämningar. 

## Namnet
Namnet skrevs 1478 Söwede och kommer från kyrkbyn. Efterleden innehåller with, 'skog'. Förleden innehåller sä, 'sjö' syftande på Sövdessjön.